# In Hearts Wake
In Hearts Wake — австралійський металкор-гурт із Байрон-Бей, сформований 2006 року. До складу гурту входять вокаліст Джейк Тейлор, басист і співак Кайл Еріх, гітарист Евен Далл, ударник Конор Вард і ритм-гітарист Бен Найнер. Вони випустили п'ять мініальбомів: Into the Storm і The Gateway, The Bride / In Hearts Wake, Equinox і Ark Prevails, а також п'ять повноформатних студійних альбомів: Divination (2012), Earthwalker (2014), Skydancer (2015), Ark (2017) і Kaliyuga (2020). Тематикою пісень гурту є довкілля й інші проблеми соціального характеру.

## Історія

### Ранні роки та перші випуски (2006—2010)
In Hearts Wake був створений на початку 2006 року, п'ятьма друзями, із Байрон-Бей, Австралії. У липні 2006 року гурт записав свою першу демоверсію треку True Love Is Hard To Find. У грудні 2006 року вони записали дебютний мініальбом Into the Storm, що містив 7 треків. На початку 2007 року до гурта приєднався ударник Калеб Бертон. Разом вони почали вдосконалювати майстерність звучання, створюючи динамічніші, добре продумані, та більш мелодійні пісні. У липні 2007 року вони розпочали тур, який охоплював три Австралійських штати та три великі міста.
У грудні 2007 року, коли їхній середній вік становив лише сімнадцять років, гурт розпочав запис нового альбому, який завершився за п'ять місяців в Інституті SAE в Байрон-Бей, щоб випустити свій другий мініальбом під керівництвом шотландського продюсера Джеймса Лейлла під назвою The Gateway, котрий був профінансований самим продюсером, музикантами та ще одним американським продюсером Деніелом Кеслеманом. 2010 року музичний гурт разом із гардкорним гуртом The Bride випустив спільний мініальбом.

### Divination(2011—2013)
У липні 2012 року In Hearts Wake підписали контракт зі студією звукозапису UNFD. Завдяки їхній співпраці 31 серпня 2012 року вийшов альбом під назвою Divination. Музичний продюсер Джош Шредер продюсував альбом на Random Awesome Studios у Сполучених Штатах Америки. Альбом Divination зайняв 27-ме місце на головному австралійському чарті продажів альбомів та пісень ARIA.
У березні 2013 р. In Hearts Wake дали чотири концерти в Новій Зеландії. У червні черговий тур по Австралії відбувся за підтримки Counterparts, The Storm Picturesque та Stories. Перший тур всією Австралією відбувся у вересні. Гурт In Hearts Wake гастролював разом із музичним колективом Landscapes по Європі для підтримки гурту The Amity Affliction. Після цього тури продовжувались у Великій Британії, Німеччині, Бельгії, Франції й Австрії. Музичний колектив продовжив свій тур під назвою Brothers in Arms Australia tour разом із The Amity Affliction для підтримки американських гуртів Chelsea Grin та Stick to Your Guns.
У період з 30 серпня по 8 вересня 2013 року гурт давав тур по Австралії разом з Like Moths to Flames та гуртом, що записував треки у тієї ж студії звукозапису Hand of Mercy підтримуючи тур Homebound гурту Dream On, Dreamer. Після туру Homebound гурт дав чотири концерти спільно із британським постгардкор-гуртом Enter Shikari.

### EarthwalkerтаSkydancer(2013—2015)
У лютому і березні 2014 року вони вперше зіграли на австралійському фестивалі Soundwave Festival. Перед виступом на Soundwave гурт став хедлайнером «Skydancer Australia Tour» за підтримки Hand of Mercy і Hellions. Прибуток від туру пішов на власний проєкт гурту під назвою Skydancer.
Музиканти оголосили, що випустять новий альбом Earthwalker 2 травня 2014 року, а в Європі — наприкінці травня. Альбом посів 5 місце в чарті ARIA Charts. У червні гурт знову вирушив у турне Австралією для просування Earthwalker за підтримки гуртів як-от Being as an Ocean, Dream On, Dreamer, Endless Heights і Sierra.
На початку березня 2015 року гурт оголосив, що випустить новий альбом під назвою Skydancer у травні 2015 року. Джейк Тейлор заявив у документальному фільмі, що насправді гурт записав новий альбом паралельно з другим студійним альбомом Earthwalker.
Влітку 2015 року гурт підтримав Northlane у їхньому турі «North American Node Tour», на розігріві у них виступили Oceans Ate Alaska і Like Moths to Flames. Восени того ж року гурт повернувся до Північної Америки, щоб підтримати Parkway Drive на «IRE Tour». На розігріві виступили Thy Art Is Murder і Miss May I.
31 березня 2016 року, як першоквітневий жарт, гурт представив заключну частину триптиху під назвою «Seaskimmer», яка вийшла 6 травня 2016 року.

### Equinox(2016—2017)
19 квітня 2016 року гурт оголосив, що працює над спільним мініальбомом з Northlane під назвою Equinox. Його записали у січні в Мельбурні з продюсером Віллом Патні. До мініальбому увійшли три пісні: «Refuge», «Equinox» і «Hologram» і він вийшов 20 квітня на лейблі UNFD. Для просування мініальбому Northlane і In Hearts Wake спільно відправилися в турне у червні. Їх підтримували Hands Like Houses і Ocean Grove. 5 грудня гастрольний учасник Конор Ворд став новим барабанщиком гурту.

### ArkтаArk Prevails(2017—2019)
2 квітня 2017 року гурт представив пісню «Warcry» під час британського туру на підтримку While She Sleeps. 26 квітня вийшов сингл «Passage», і було оголошено, що обидва треки входять до альбому Ark, реліз якого відбувся 26 травня 2017 року.
Перед виходом альбому гурт анонсував австралійський хедлайнерський тур з While She Sleeps і Crossfaith у липні 2017 року. Гурт також оголосив про свою ініціативу We Are Waterborne Initiative, метою якої є прибирання пляжів в Австралії і по всьому світу разом зі своїми шанувальниками. Завдяки величезній підтримці та похвалі ініціативи, 23 травня гурт випустив третій трек з Ark, «Waterborne». Після виходу Ark 26 травня альбом дебютував на 3 місці в австралійському чарті ARIA Charts. У Північній Америці гурт відіграв на розігріві у August Burns Red в рамках ювілейного туру присвяченого річниці альбому Messengers разом з гуртами Protest the Hero і '68 на розігріві.
Щоб відсвяткувати вихід Ark, гурт взявся за своє перше прибирання пляжу разом з фанатами в рамках новоствореної ініціативи «We Are Waterborne Initiative». Наступні заходи були організовані в Новій Зеландії та регіональній Австралії протягом 2017 і 2018 років за допомогою місцевих організацій з охорони морської природи Tangaroa Blue і Морського пастуха.
6 липня In Hearts Wake випустили відеокліп на сингл «Nomad». У кліпі знято дівчачий мош-піт, який супроводжується повідомленням від гурту про безпеку та самовираження для всіх шанувальників на їхніх концертах. Незабаром після цього гурт відправився в австралійський тур «Ark Tour», а також активно гастролював у Європі та США наприкінці 2017 року, вирушивши в спільний з Fit for a King тур за підтримки Like Moths to Flames і Phinehas. На початку 2018 року гурт розпочав 28-денний тур «Great Southern Land Tour», який включав концерти по всій Австралії.
2 лютого 2018 року гурт випустив Ark Prevails, чотиритрековий мініальбом, який включає три «переосмислені» акустичні версії пісень «Frequency», «Waterborne» і «Arrow», остання з яких має гостьовий вокал від CJ Gilpin, фронтвумен британського гурту Dream State, а також новий ембієнтний інструментальний трек під назвою «Adrift (Outro)». На дату виходу мініальбому натякала обкладинка альбому Ark, яка містила приховане секретне послання, яке можна було розшифрувати. За словами фронтмена Джейка Тейлора: "Минулого року ми сховали дату 02.02.18 у буклеті до компакт-диску Ark, і його можна було розгадати лише за допомогою шифру (лише деякі розгадали його!). Тож сьогодні ми нарешті презентуємо вам Ark Prevails, бонусні переосмислення трьох треків, а також спеціальну ембієнт-версію. Деякі з цих композицій ви могли чути в акустичному виконанні на наших акціях з прибирання морського сміття, які проходили на берегах водних шляхів по всьому світу. Цей реліз з чотирьох треків — подяка всім, хто допомагав повернути корабель у правильне русло. Нехай Ковчег переможе (англ. «May the Ark Prevail»).
— Джейк Тейлор
Усі кошти від продажу Ark Prevails за моделлю Bandcamp «вибери ціну» пішли на користь Морського пастуха Австралії. In Hearts Wake також приєдналися до фінальної частини туру Vans Warped Tour у 2018 році. До них приєдналися Motionless in White, Simple Plan, Unearth, Every Time I Die, Wage War, Chelsea Grin, Crown the Empire, Nekrogoblikon та багато інших. Після цього, у червні вони відіграли тур «Ark Tour» для всіх вікових категорій у Сіднеї, Мельбурні та Брісбені.
У січні 2019 року гурт відправився у літній тур «Summer Setlist Tour» і виступив у Джилонгу, Олбері, Канберрі, Вуллонгонгу, Пенріті та Ньюкаслі, а також взяв участь у фестивалі UNIFY Gathering 2019. Тур проходив за підтримки Alpha Wolf і Drown This City, і був єдиним концертом In Hearts Wake у Новому Південному Уельсі, Австралії і Вікторії за рік.

### Kaliyuga(з 2020)
17 березня 2020 року гурт представив сингл під назвою «Worldwide Suicide» разом із супровідним відеокліпом, в якому гурт має намір посадити дерево за кожну тисячу переглядів. 1 квітня, як і у випадку з обкладинкою альбому Seaskimmer, першоквітневим жартом гурт представив ще одну обкладинку альбому під назвою Hellbringer. 24 квітня гурт випустив другий сингл «Son of a Witch» з майбутнього п'ятого студійного альбому Kaliyuga, реліз якого заплановано на 7 серпня 2020 року, разом із відповідним відеокліпом. Тоді ж гурт анонсував сам альбом, обкладинку, трек-лист і дату виходу.
27 травня гурт випустив третій сингл «Hellbringer» за участю Джеймі Хейлза з Polaris. 8 липня гурт випустив четвертий сингл «Dystopia». 5 серпня, за два дні до виходу альбому, гурт випустив п'ятий сингл «Moving On». 10 квітня 2024 року In Hearts Wake оголосили, що басист Кайл Еріх покинув гурт у добрих відносинах. Щоб вшанувати час і вплив Еріха в колективі, гурт випустив емоційний, важкий новий трек «Farewell».

## Музичний стиль
Музичний стиль In Hearts Wake описують як металкор, гардкор, і ню-метал.

## Склад гурту
| Поточний склад - Джейк Тейлор – вокал (з 2017); екстрим-вокал (2006–2017) - Ейвен Делл – вокал, бек-вокал (з 2006) - Бен Неїрн – ритм-гітара (з 2006) - Конор Вард – барабани (з 2016; гастрольний учасник 2015–2016) | Колишні учасники - Джейкі Вест – барабани (2006–2007) - Джек Дікон – бас-гітара (2006–2010) - Калеб Бертон – барабани (2007–2015) - Кайл Еріх – бас-гітара, вокал (2011–2024) |

## Дискографія

### Студійні альбоми
| Назва                                        | Деталі альбому                                                                                       | Пікові позиції в чартах |
| Назва                                        | Деталі альбому                                                                                       | AUS                     |
| -------------------------------------------- | --- | ----------------------- |
| Divination                                   | - Вийшов: 31 серпня 2012 - Лейбл: UNFD, Rise - Формат: CD, LP, цифрове завантаження, стримінг        | 27                      |
| Earthwalker                                  | - Вийшов: 2 травня 2014 - Лейбл: UNFD, Rise - Формат: CD, LP, касета, цифрове завантаження, стримінг | 5                       |
| Skydancer                                    | - Вийшов: 1 травня 2015 - Лейбл: UNFD, Rise - Формат: CD, LP, цифрове завантаження, стримінг         | 2                       |
| Ark                                          | - Вийшов: 26 травня 2017 - Лейбл: UNFD, Rise - Формат: CD, LP, цифрове завантаження, стримінг        | 3                       |
| Kaliyuga                                     | - Вийшов: 7 серпня 2020 - Лейбл: UNFD - Формат: CD, LP, цифрове завантаження, стримінг               | 3                       |
| "—" показує запис, який не потрапив у чарти. | |                         |

### Альбоми саундтреків
| Назва                  | Деталі альбому                                                                         | Пікові позиції в чартах |
| Назва                  | Деталі альбому                                                                         | AUS                     |
| ---------------------- | -------------------------------------------------------------------------------------- | ----------------------- |
| Green Is the New Black | - Вийшов: 5 серпня 2022 - Лейбл: UNFD - Формат: CD, LP, цифрове завантаження, стримінг | —                       |

### Мініальбоми
| Назва                                          | Деталі мініальбому                                                                        | Пікові позиції в чартах |
| Назва                                          | Деталі мініальбому                                                                        | AUS                     |
| ---------------------------------------------- | ----------------------------------------------------------------------------------------- | ----------------------- |
| Into the Storm                                 | - Вийшов: 12 квітня 2007 - Лейбл: Випущений самостійно - Формат: CD, цифрове завантаження | —                       |
| The Gateway                                    | - Вийшов: 1 жовтня 2008 - Лейбл: Випущений самостійно - Формат: CD, цифрове завантаження  | —                       |
| The Bride / In Hearts Wake (with The Bride)    | - Вийшов: 26 вересня 2010 - Лейбл: New Justice - Формат: CD, цифрове завантаження         | —                       |
| Equinox (з Northlane)                          | - Вийшов: 20 квітня 2016 - Лейбл: UNFD - Формат: EP, цифрове завантаження, стримінг       | 75                      |
| Ark Prevails                                   | - Вийшов: 1 лютого 2018 - Лейбл: UNFD - Формат: Цифрове завантаження, стримінг            | —                       |
| "—" показує запис, який не потрапив до чартів. |                                                                                           |                         |

## Нагороди і номінації

### AIR Awards
Australian Independent Record Awards (відома як AIR Awards) — щорічна церемонія нагородження, метою якої є визнання, просування та святкування успіху австралійського незалежного музичного сектору.
| Рік  | Номіновано | Нагорода                                          | Результат | Прим.         |
| ---- | ---------- | ------------------------------------------------- | --------- | ------------- |
| 2021 | Kaliyuga   | Найкращий незалежний важкий альбом або мініальбом | Номінація | [ 51 ] [ 52 ] |

### ARIA Music Awards
ARIA Music Awards — це серія щорічних церемоній, організованих Австралійською асоціацією компаній звукозапису (ARIA), які відзначають досконалість, інновації та досягнення в усіх жанрах австралійської музичної індустрії. Заснована 1987 року.
| Рік  | Номіновано             | Нагорода                                                                | Результат    | Прим.  |
| ---- | ---------------------- | ----------------------------------------------------------------------- | ------------ | ------ |
| 2015 | Skydancer              | Премія ARIA за найкращий альбом у стилі гард-рок або хеві-метал         | Номінація    | [ 53 ] |
| 2022 | Green Is the New Black | Найкращий оригінальний саундтрек або альбом виконавців музичного театру | В очікуванні | [ 54 ] |

### Environmental Music Prize
Премія екологічної музики — пошук тематичної пісні, яка б надихала на дії щодо захисту клімату та збереження довкілля. Заснована 2022 року.
| Рік  | Номіновано          | Нагорода                  | Результат | Прим.  |
| ---- | ------------------- | ------------------------- | --------- | ------ |
| 2022 | "Worldwide Suicide" | Екологічна музична премія | Номінація | [ 56 ] |

### J Awards
J Awards — щорічна серія австралійських музичних нагород, заснована молодіжною радіостанцією Triple J, що входить до складу Австралійської телерадіомовної корпорації. Заснована 2005 року.
| Рік  | Номіновано                    | Нагорода                       | Результат | Прим.  |
| ---- | ----------------------------- | ------------------------------ | --------- | ------ |
| 2022 | Джейк Тейлор / In Hearts Wake | Нагорода «Ти добре постарався» | Номінація | [ 57 ] |